# Dubichaur
Dubichaur (nep. दुबिचौर) – gaun wikas samiti w zachodniej części Nepalu w strefie Lumbini w dystrykcie Gulmi. Według nepalskiego spisu powszechnego z 2001 roku liczył on 536 gospodarstw domowych i 2834 mieszkańców (1609 kobiet i 1225 mężczyzn).